# 士別駅
士別駅（しべつえき）は、北海道士別市西3条8丁目にある北海道旅客鉄道（JR北海道）宗谷本線の駅である。電報略号はシヘ。事務管理コードは▲121813。駅番号はW42。特急「宗谷」「サロベツ」含む全列車が停車する。

## 歴史
- 1900年（明治33年）8月5日：北海道官設鉄道天塩線和寒駅 - 当駅間延伸開業より終着駅として設置[1]。一般駅[1]。士別機関庫設置[4]。
- 1903年（明治36年）9月3日：当駅 - 名寄駅間の延伸開業により途中駅となる。同時に士別機関庫廃止[4]。
- 1905年（明治38年）4月1日：鉄道作業局に移管[5]。
- 1912年（大正元年）9月21日：宗谷線に線名を改称[5]。
- 1919年（大正8年）10月20日：宗谷本線に線名を改称[5]。
- 1920年（大正9年）6月1日：馬車鉄道の士別軌道、士別-上士別間開通[6]。
- 1925年（大正14年）6月6日：士別軌道、士別-奥士別全通[6]。
- 1928年（昭和3年）9月：士別軌道動力化[6]。
- 1935年（昭和10年）8月10日：駅舎改築[6]。
- 1936年（昭和11年）10月21日：明治製糖（現在の日本甜菜製糖）士別工場操業開始。専用線3.1km（敷設は9月15日）[6]。
- 1938年（昭和13年）：士別貯木場完成[7]。
- 1941年（昭和16年）9月26日：士別貯木場専用線1.5km使用開始[6]。
- 1944年（昭和19年）6月：軍需指定の浅野セメント士別工場竣工、専用線敷設[注釈 1]。士別軌道も分岐線で工場へ接続[8][注釈 1]。
- 1947年（昭和22年）：日本セメント（旧・浅野セメント）士別工場操業停止[8]。
- 1949年（昭和24年）6月1日：公共企業体である日本国有鉄道に移管。
- 1959年（昭和34年）10月1日：士別軌道廃止[6]。
- 1965年（昭和40年）10月：士別貯木場専用線廃止[6]。
- 1966年（昭和41年） 
  - 8月30日 駅舎改築。RC造となる[6]。
  - 月日不詳：石炭荷卸場専用線約300m敷設[6]。
- 1985年（昭和60年）3月14日：荷物取扱い廃止[1]。
- 1986年（昭和61年）11月1日：貨物取扱い廃止[1]。
- 1987年（昭和62年）4月1日：国鉄分割民営化により北海道旅客鉄道（JR北海道）の駅となる[1][5]。
- 2000年（平成12年）：同年3月11日のダイヤ改正に伴う旭川駅 - 名寄駅間高速化に関連し、同日までに分岐器の重量化（引き続き両開き型）・ホームの嵩上げを実施[9]。

### 駅名の由来
アイヌ語の「シ、ペッ」（大なる川）に由来している。士別川、剣淵川の両河川が合流し、天塩川となり、水量が増すためである。

## 駅構造
相対式ホーム2面2線を有する地上駅である。かつては単式・島式混合の2面3線を有していた。駅舎の一番向かいの3番線は冬期使用停止であったが、2023年3月現在は通年で使用停止中である。駅舎は東側（名寄に向かって右側）の名寄側に寄った位置にあり、各ホームは名寄側端にある跨線橋で連絡している。
直営駅であり、みどりの窓口、指定席券売機（クレジットカード専用）が設置されている。
管理駅として、和寒駅・剣淵駅・多寄駅 - 名寄高校駅間を管理する。
貨物および荷物取り扱い廃止までは、東側旭川寄りに長い貨物ホーム、西側に多数の副本線と広い貨物ストックヤードを有していた。また士別市街の北にある日本甜菜製糖士別製糖所まで、専用線が引かれていた。
また1959年（昭和34年）まで、上記の製糖所と本線を挟む東側にあった士別営林署管轄の広いストックヤード（土場）から、市街の外側を時計回りに迂回して、中士別を中継点に奥士別（士別市朝日町中央）まで、軽便鉄道の士別軌道線が通じ、朝日営林署管轄の士別森林鉄道と接続して、その森林資源等の貨物輸送を行っていた。この軌道は森林鉄道の開設以降、基本的に客扱いはしなかった。

### のりば
| 番線 | 路線      | 方向 | 行先           |
| ---- | --------- | ---- | -------------- |
| 1    | ■宗谷本線 | 上り | 旭川・札幌方面 |
| 2    | ■宗谷本線 | 下り | 名寄・稚内方面 |

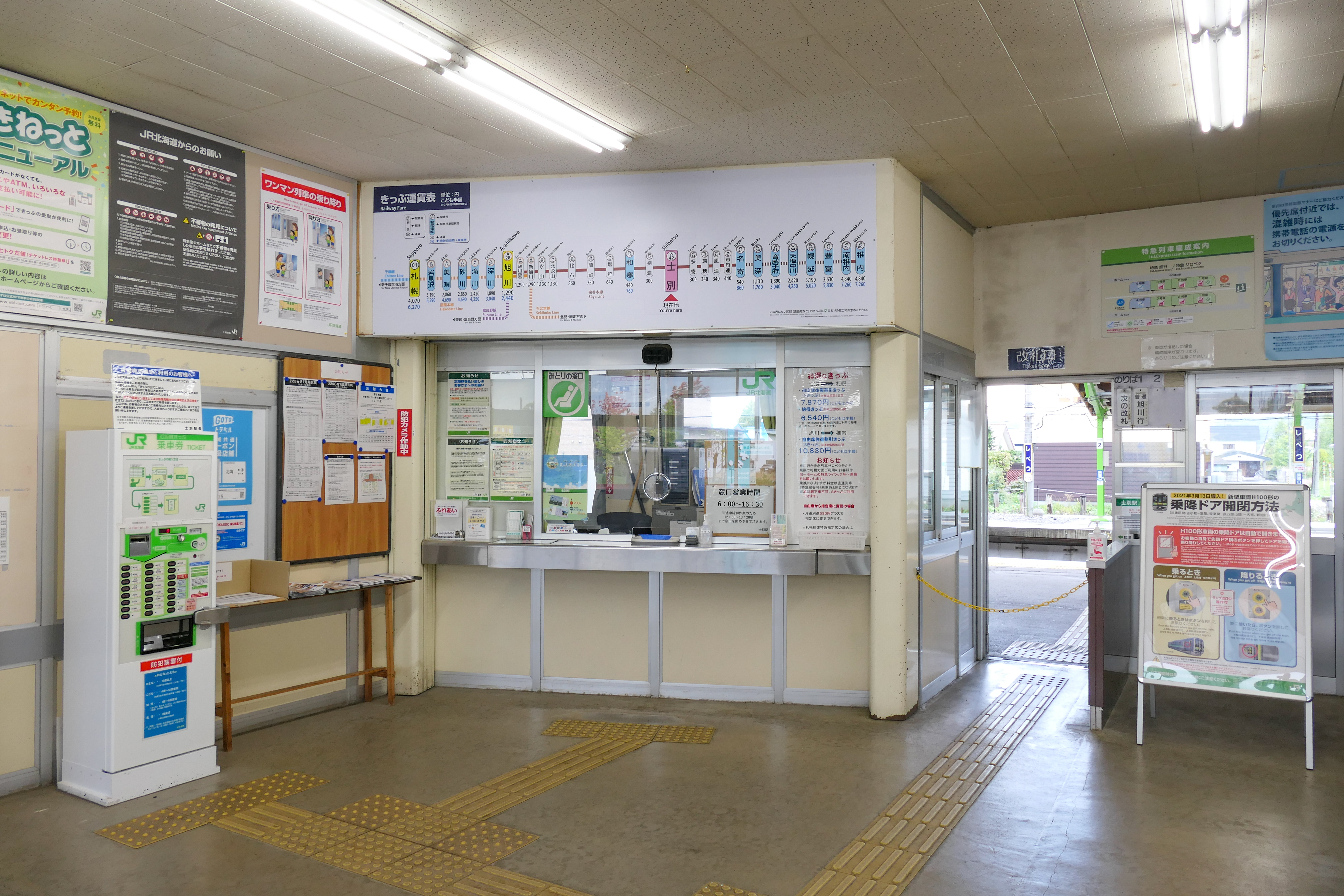
改札口（2021年9月）
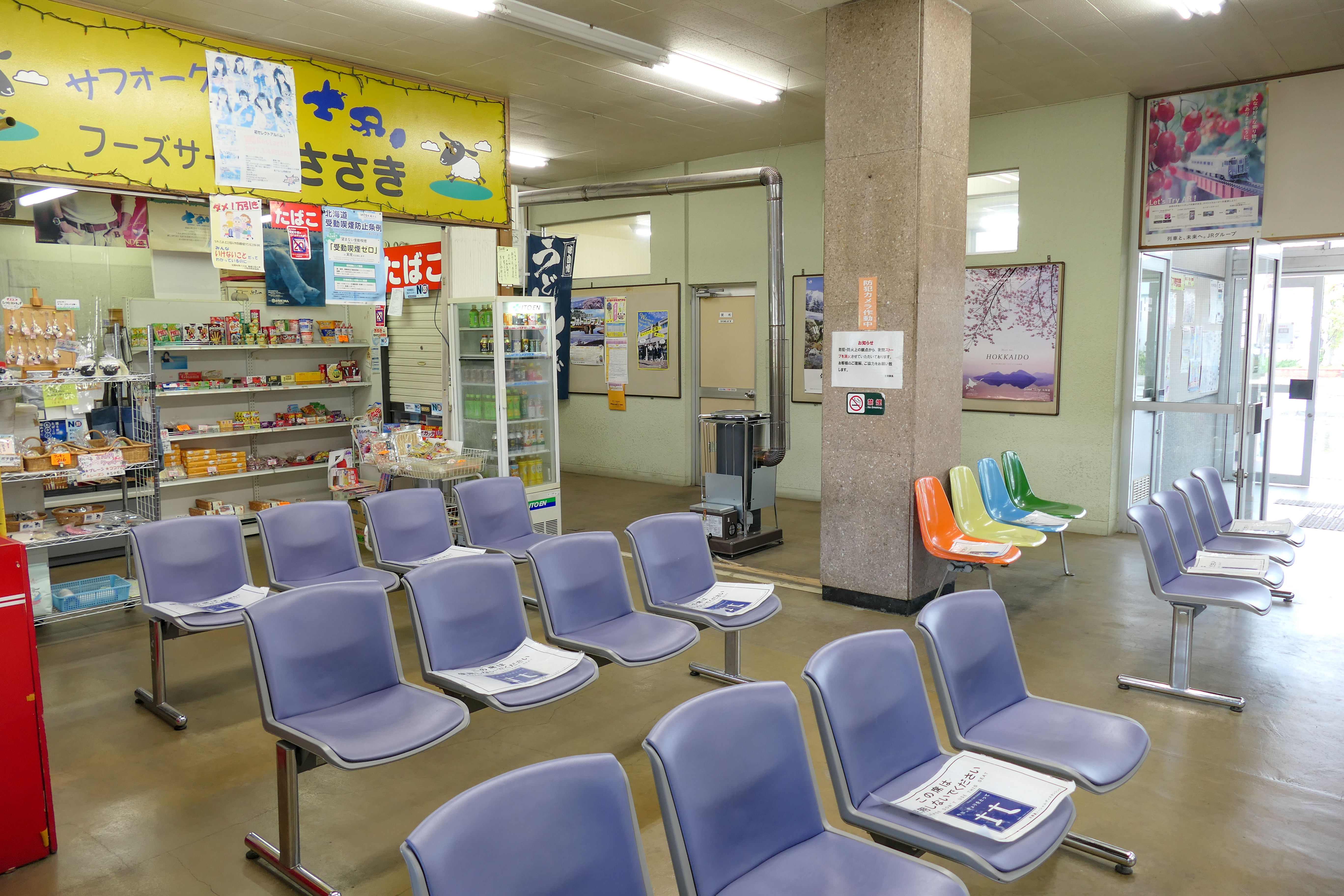
待合室（2021年9月）
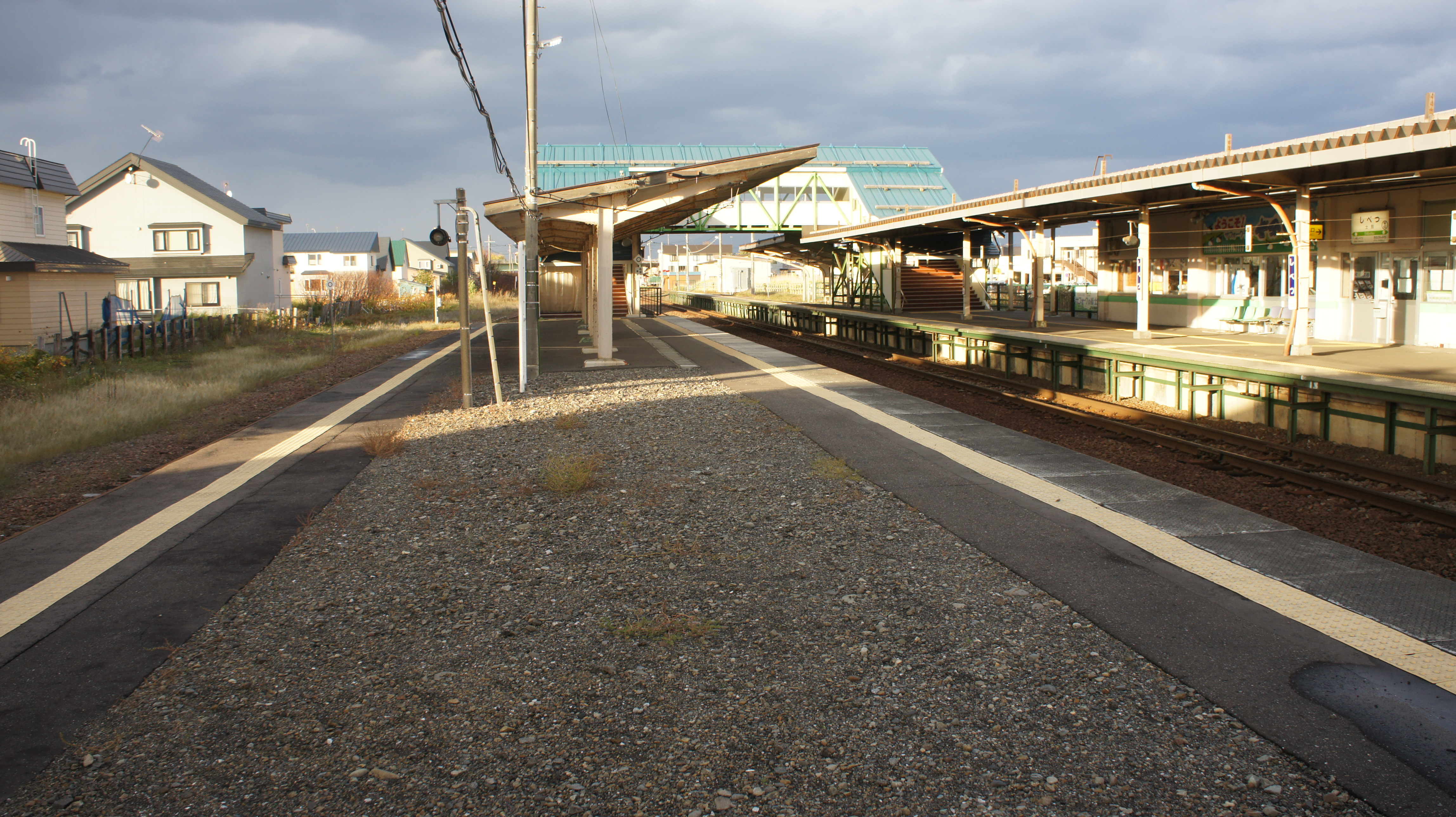
ホーム（2017年10月）
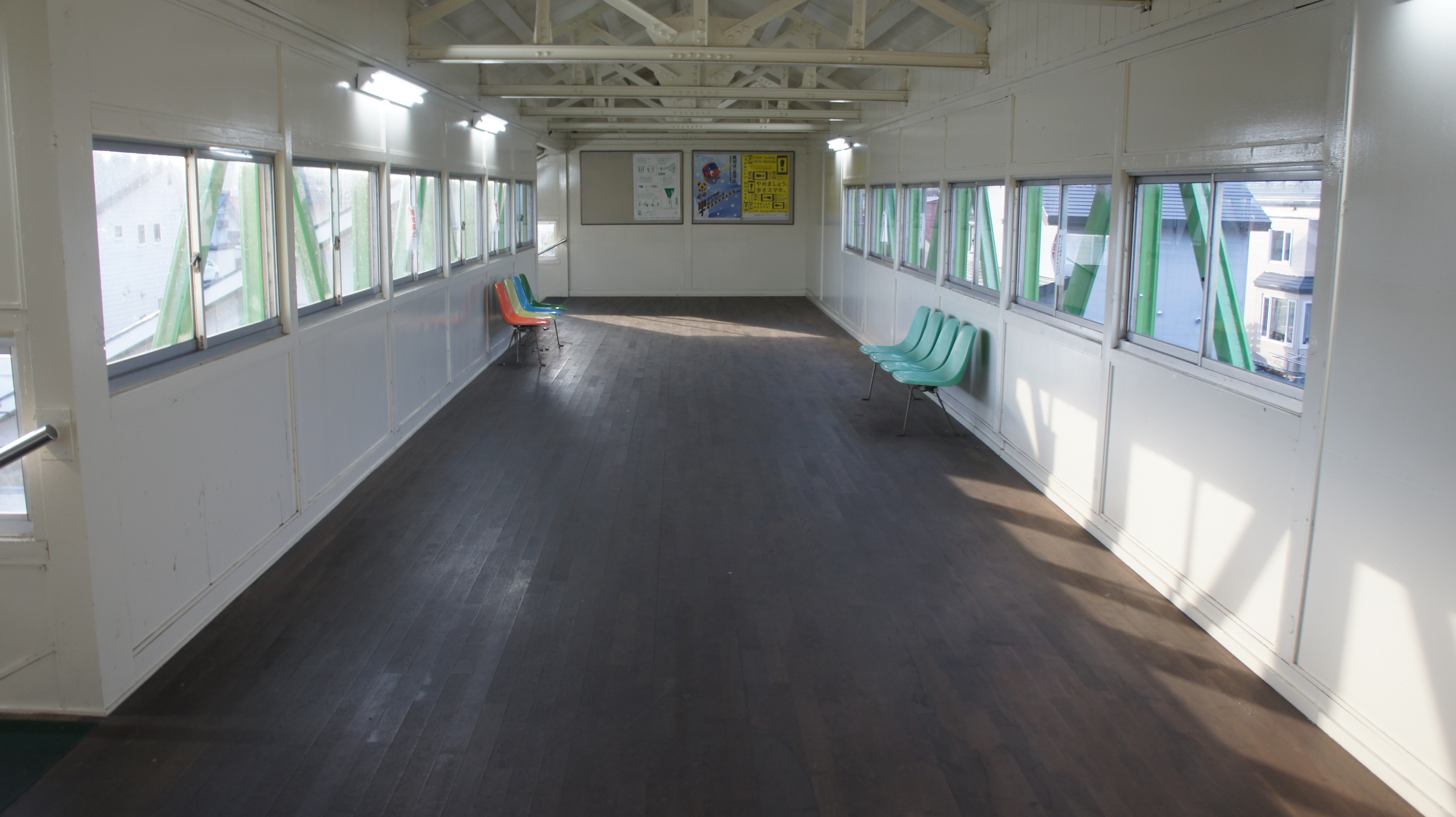
跨線橋（2017年10月）
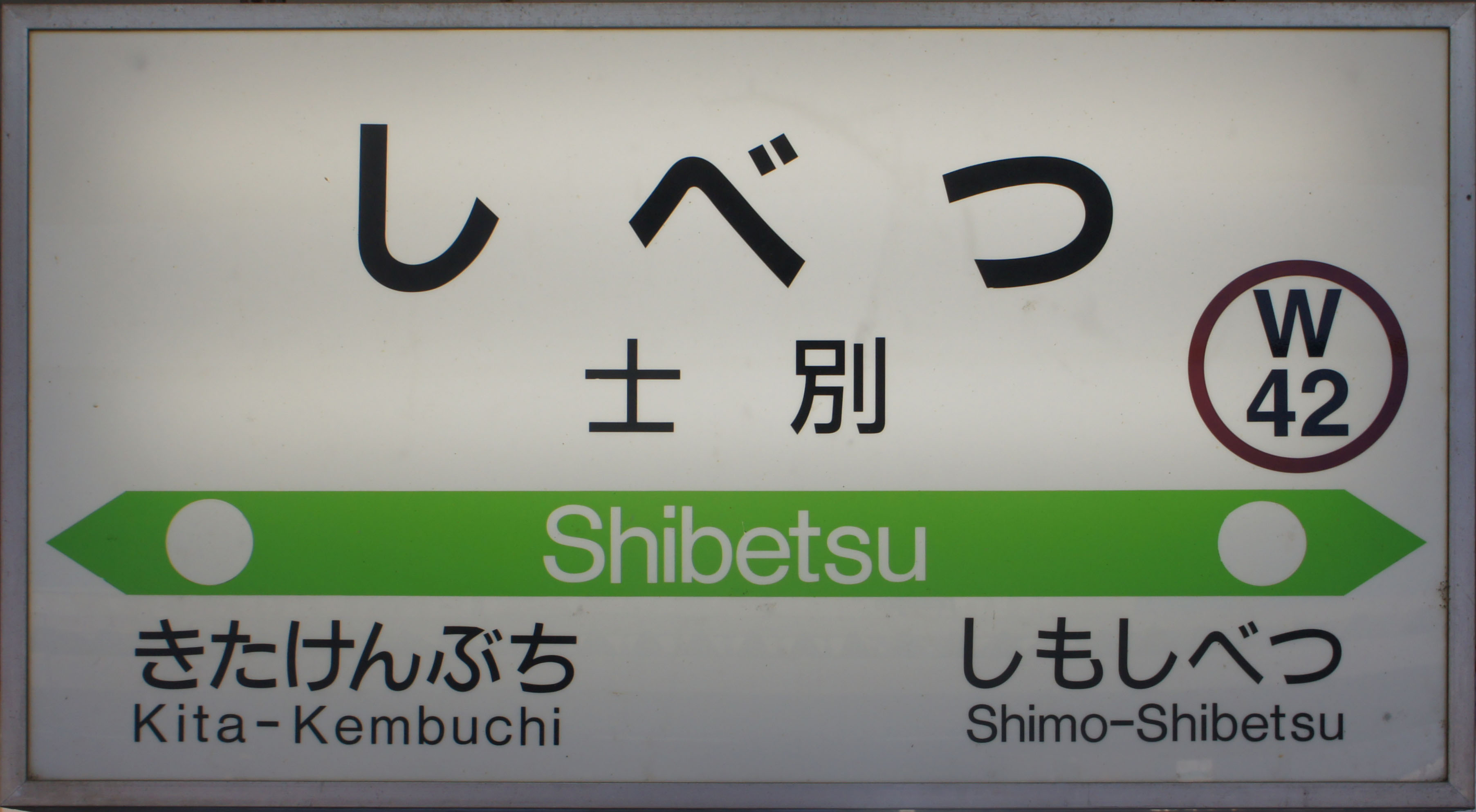
駅名標（2017年10月）

## 利用状況
乗車人員の推移は以下のとおり。年間の値のみ判明している年については、当該年度の日数で除した値を括弧書きで1日平均欄に示す。乗降人員のみが判明している場合は、1/2した値を括弧書きで記した。
また、「JR調査」については、当該の年度を最終年とする過去5年間の各調査日における平均である。
| 年度               | 乗車人員（人） | 乗車人員（人） | 乗車人員（人） | 出典              | 備考               |
| 年度               | 年間           | 1日平均        | JR調査         | 出典              | 備考               |
| ------------------ | -------------- | -------------- | -------------- | ----------------- | ------------------ |
| 1911年（明治44年） | 42,272         | (115.5)        |                | [ 11 ]            |                    |
| 1912年（大正元年） | 48,825         | (133.8)        |                | [ 11 ]            |                    |
| 1913年（大正02年） | 49,973         | (136.9)        |                | [ 11 ]            |                    |
| 1954年（昭和29年） | 472,482        | (1,294.5)      |                | [ 12 ]            |                    |
| 1978年（昭和53年） |                | 829.0          |                | [ 13 ]            |                    |
| 1992年（平成04年） |                | (775.0)        |                | [ 14 ]            | 1日乗降客数1,550名 |
| 1999年（平成11年） |                | 480            |                | [ 15 ]            |                    |
| 2000年（平成12年） |                | 490            |                | [ 15 ]            |                    |
| 2001年（平成13年） |                | 440            |                | [ 15 ]            |                    |
| 2002年（平成14年） |                | 400            |                | [ 15 ]            |                    |
| 2003年（平成15年） |                | 360            |                | [ 15 ]            |                    |
| 2004年（平成16年） |                | 320            |                | [ 15 ]            |                    |
| 2005年（平成17年） |                | 320            |                | [ 16 ]            |                    |
| 2006年（平成18年） |                | 320            |                | [ 16 ]            |                    |
| 2007年（平成19年） |                | 340            |                | [ 16 ]            |                    |
| 2008年（平成20年） |                | 360            |                | [ 16 ]            |                    |
| 2009年（平成21年） |                | 330            |                | [ 16 ]            |                    |
| 2010年（平成22年） |                | 320            |                | [ 17 ]            |                    |
| 2011年（平成23年） |                | 345            |                | [ 18 ]            |                    |
| 2012年（平成24年） |                | 342            |                | [ 18 ]            |                    |
| 2013年（平成25年） |                | 348            |                | [ 18 ]            |                    |
| 2014年（平成26年） |                | 345            |                | [ 18 ]            |                    |
| 2015年（平成27年） |                | 342            |                | [ 18 ]            |                    |
| 2016年（平成28年） |                | 320            |                | [ 19 ]            |                    |
| 2017年（平成29年） |                | 316            | 286.6          | [ 20 ] [ JR北 1 ] |                    |
| 2018年（平成30年） |                | 296            |                | [ 21 ]            |                    |
| 2019年（令和元年） |                | 293            | 257.8          | [ 21 ] [ JR北 2 ] |                    |
| 2023年（令和05年） |                |                | 191.2          | [ JR北 3 ]        |                    |

## 駅周辺
多くの地方都市と同じく、モータリゼーションの進行に伴い街の中心部が国道40号沿いに移動してきているため、駅周辺は衰退しつつある。
- 国道40号・国道239号
- 士別市役所
- 士別警察署
- 士別郵便局
- 北星信用金庫士別中央営業部
- 北洋銀行士別支店
- 北海道銀行士別支店
- 北ひびき農業協同組合（JA北ひびき）本所
- 士別軌道本社営業所
- 士別市立病院
- 士別市総合体育館
- 士別市立博物館
- 士別めんよう牧場
- 北海道士別翔雲高等学校
- 北海道士別東高等学校
- 西條百貨店士別店
- 士別水郷公園
- ダイハツ工業北海道テストコース
- トヨタ自動車士別テストコース（高速&寒冷地テスト他）
- 士別軌道、道北バス「士別駅前」停留所

## その他
- 漫画家高橋しんの出身地であるため、作品『最終兵器彼女』の中にこの駅がよく登場する。

## 隣の駅
北海道旅客鉄道（JR北海道）
■宗谷本線
「宗谷」「サロベツ」「なよろ」停車駅
■普通
剣淵駅 (W40) - *北剣淵駅 (W41) - 士別駅 (W42) - *下士別駅 (W43) - 多寄駅 (W44)
*:打消線は廃駅